# Памятник Пастернаку (Пермь)
Памятник Борису Пастернаку — одна из достопримечательностей Перми. Открыт в день города 12 июня 2009 года, став первым в России памятником этому поэту и писателю.
Памятник установлен в сквере около Оперного театра. Скульптор бюста Елена Мунц, архитектор пьедестала Пётр Попов-Серебряков.
Памятник изображает Пастернака молодым человеком с развевающимся на ветру шарфом. Поэт несколько раз был в Перми весной 1916 года. Тогда он жил в посёлке Всеволодо-Вильва, куда его пригласил известный биохимик Борис Збарский. Пастернак помогал учёному в делах, а в свободное время путешествовал по окрестностям.
Пребывание на Урале дало новый импульс поэтическому творчеству Пастернака, и он отказался от мыслей о карьере пианиста.
Считается, что именно Пермь послужила прообразом города Юрятин, позднее изображённого Пастернаком в романе «Доктор Живаго».